# 지혜
지혜(智慧/知慧) 또는 슬기는 이치를 빨리 깨우치고 사물을 정확하게 처리하는 정신적 능력이다. 지식에 의해서 얻을 수 있는 것이라는 의미에서 발전하여, 지금은 주로 사리를 분별하며 적절히 처리하는 능력을 가리킨다.
지혜는 효과적이고 효율적으로 지각과 지식을 적용하므로 원하는 결과를 생성하는 능력이며 많은 사람들이 이해할 수 있는 근거가 있어야 한다. 그러기 위해서는 자신의 감정을 잘 조절할 수 있어야 한다. 또한 공공의 유익과 평화를 가져올 수 있어야 진정한 지혜로운 행동이라고 할 수 있다. 비슷한 의미를 가지는 단어로는 '현명함', '슬기로움', '통찰력' 등이 있다.
예전부터 지혜로움은 하나의 덕목으로써 평가 되었다. 동양에서의 군자의 4덕목 중 '인', '의', '예', '지' 중 '지(智)'가 바로 지혜로움을 뜻한다.
서양에서의 지혜(고대 그리스어: σοφία, 영어: wisdom)는 헬레니즘의 철학과 종교, 플라톤주의, 그노시즘, 정통(orthodox) 기독교, 비전(esoteric) 기독교, 기독교 신비주의의 핵심 발상이다. 지혜론(sophiology)은 지혜를 다루는 철학적 개념이며, 기독교 신의 지혜를 다루는 신학적 개념이기도 하다.

## 플라톤주의의 지혜
플라톤은 그의 스승인 소크라테스를 따라 철학을 필로-소피아(고대 그리스어:φιλοσοφία, 영어:phaigohia 혹은 문자 그대로 지혜의 사랑)로 이해한다. 특히 플라톤의 저작인 국가에서 필로소피아에 관한 이해를 엿볼 수 있다. 국가에서 플라톤은 유토피아의 지도자들이 소피아 혹은 지혜의 사랑하는 자인 철인 왕이어야 한다고 주장한다.
또한 소피아는 플라톤의 프로타고라스에서 4가지 인간의 덕(Arete) 중 하나로 다뤄진다.

## 같이 보기
- 현자